# كفت (آنية)

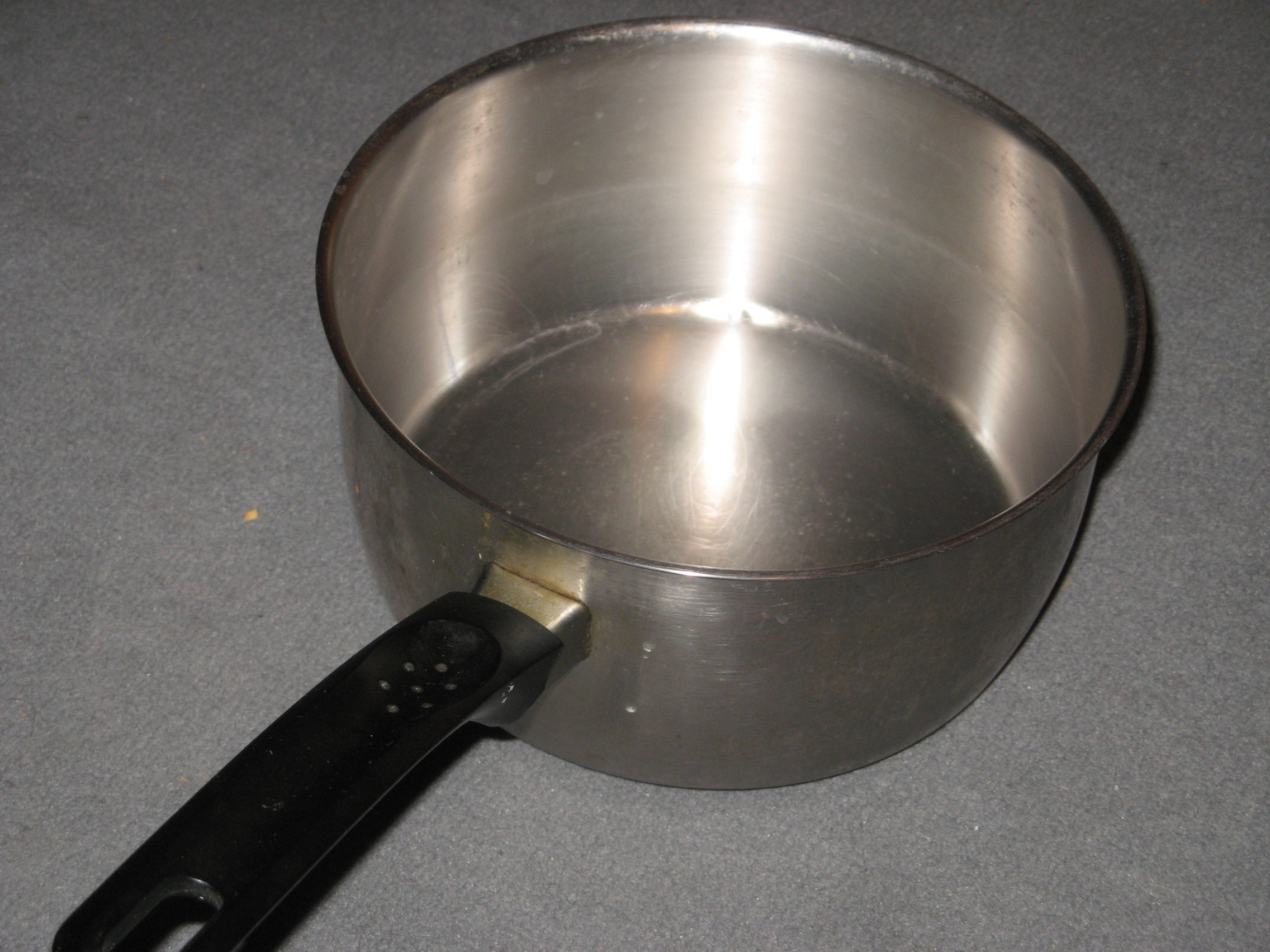
كفت من الفولاذ المقاوم للصدأ

الكَفْت (بالإنجليزية: Saucepan)‏ هو آنية طبخ، وهو قدر صغيرة ذات قاع دائري مزودة بمقبض غير قابل للإزالة تستخدم غالبًا في الغلي.